# Ponte Palatino
Ponte Palatino är en bro över Tibern i Rom. Den invigdes 1890 och är uppkallad efter kullen Palatinen. Bron förbinder Lungotevere Aventino med Lungotevere Ripa. Bron ritades av arkitekten Angelo Vescovali och ersatte Ponte Emilio, även känd som Ponte Rotto.

## Kommunikationer
- Tunnelbana, linje B – station Circo Massimo
- Tunnelbana, linje C – station Venezia (under konstruktion)

## Bilder

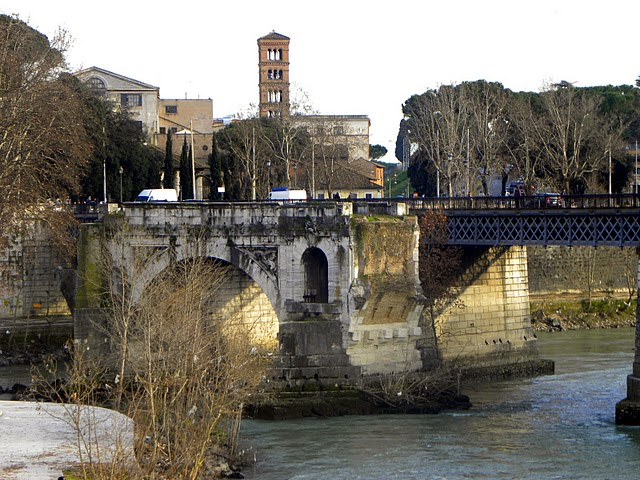
Ponte Rotto och Ponte Palatino.